# Березнівська міська рада
Бере́знівська міська́ ра́да — орган місцевого самоврядування в Березнівському районі Рівненської області. Адміністративний центр — місто Березне.

## Загальні відомості
- Березнівська міська рада утворена в 1939 році.
- Територія ради: 3,5 км²
- Населення ради: 13 390 осіб (станом на 1 січня 2011 року)
- Територією ради протікає річка Случ.

## Населені пункти
Міській раді підпорядковані населені пункти:
- м. Березне

## Склад ради
Рада складається з 30 депутатів та голови.
- Голова ради: Пилипака Олександр Федорович
- Секретар ради: Жолондієвська Надія Олексіївна

### Керівний склад попередніх скликань
| ПІБ                          | Основні відомості                                               | Дата обрання | Дата звільнення |
| ---------------------------- | --------------------------------------------------------------- | ------------ | --------------- |
| Пилипака Олександр Федорович | Міський голова, 1961 року народження, освіта вища, безпартійний | 26.03.2006   | 31.10.2010      |
| Пилипака Олександр Федорович | Міський голова, 1961 року народження, освіта вища, безпартійний | 31.10.2010   |                 |

Примітка: таблиця складена за даними сайту Верховної Ради України

### Депутати
За результатами місцевих виборів 2010 року депутатами ради стали:

#### За суб'єктами висування
| Суб'єкт висування                                       | Кількість обраних депутатів | %    |
| ------------------------------------------------------- | --------------------------- | ---- |
| Партія регіонів                                         | 7                           | 23,3 |
| Політична партія «Наша Україна»                         | 7                           | 23,3 |
| Політична партія Всеукраїнське об'єднання «Батьківщина» | 6                           | 20   |
| Народна партія                                          | 3                           | 10   |
| Соціалістична партія України                            | 3                           | 10   |
| Політична партія «Фронт Змін»                           | 2                           | 6,7  |
| Політична партія Всеукраїнське об'єднання «Свобода»     | 1                           | 3,3  |
| Політична партія Народний Рух України                   | 1                           | 3,3  |

#### За округами
| № округу                                                | Прізвище, ім'я, по батькові        | Дата визнання обраним | Освіта                    | Партійна приналежність                        | Відомості про обраного депутата |
| ------------------------------------------------------- | ---------------------------------- | --------------------- | ------------------------- | --------------------------------------------- | --- |
| Народна Партія                                          |                                    |                       |                           |                                               | |
| б/м                                                     | Гончар Микола Володимирович        | 02.11.2010            | Освіта вища               | член Народної партії                          | Березнівський лісовий коледж, директор |
| б/м                                                     | Котик Ігор Ростиславович           | 02.11.2010            | Освіта вища               | член Народної партії                          | «Березнівський відділ МНС», начальник |
| 8                                                       | Стеблюк Андрій Федорович           | 02.11.2010            | Освіта середня спеціальна | член Народної партії                          | Державне підприємство «Березнівський лісгосп», старший майстер                                                                                            |
| Партія регіонів                                         |                                    |                       |                           |                                               | |
| б/м                                                     | Ниймет Віталій Яношевич            | 02.11.2010            | Освіта вища               | член Партії регіонів                          | ДПТНЗ «Березнівське ВПУ», механік |
| б/м                                                     | Саламага Микола Володимирович      | 02.11.2010            | Освіта вища               | позапартійний                                 | Березнівський хлібокомбінат, директор |
| б/м                                                     | Зейдюк Андрій Сидорович            | 02.11.2010            | Освіта вища               | позапартійний                                 | Березнівський КГХ, кухар |
| б/м                                                     | Лев Євген Давидович                | 02.11.2010            | Освіта вища               | позапартійний                                 | Відділ з питань фізичної культури та спорту Березнівської РДА, начальник                                                                                  |
| 10                                                      | Більчук Олександр Васильович       | 02.11.2010            | Освіта вища               | позапартійний                                 | Березнівська ЦРЛ, завідувач хірургічним відділенням |
| 11                                                      | Коспа Ігор Святославович           | 02.11.2010            | Освіта вища               | позапартійний                                 | Свято-Троїцький храм, настоятель |
| 12                                                      | Юзва Ірина Володимирівна           | 02.11.2010            | Освіта вища               | позапартійна                                  | Березнівська ЦРЛ, заступник головного лікаря |
| Політична партія Всеукраїнське об'єднання «Батьківщина» |                                    |                       |                           |                                               | |
| б/м                                                     | Шпоняк Михайло Григорович          | 02.11.2010            | Освіта середня спеціальна | член Всеукраїнського об'єднання «Батьківщина» | пенсіонер |
| б/м                                                     | Васьковець Дмитро Григорович       | 02.11.2010            | Освіта середня спеціальна | член Всеукраїнського об'єднання «Батьківщина» | КП «Березнекомунсервіс», механік |
| б/м                                                     | Большакова Валентина Володимирівна | 02.11.2010            | Освіта середня спеціальна | член Всеукраїнського об'єднання «Батьківщина» | Березнівське відділення НАСК «Оранта», страховий агент |
| б/м                                                     | Павлішин Олег Анатолійович         | 02.11.2010            | Освіта вища               | член Всеукраїнського об'єднання «Батьківщина» | Березнівське управління Держкомзему, заступник начальника управління                                                                                      |
| 4                                                       | Бернацька Інна Миколаївна          | 02.11.2010            | Освіта вища               | позапартійна                                  | Березнівська районна державна адміністрація, завідувач сектору контролю                                                                                   |
| 14                                                      | Бухалюк Олександр Миколайович      | 02.11.2010            | Освіта вища               | член Всеукраїнського об'єднання «Батьківщина» | Березнівська ЦРЛ, лікар-хірург |
| Політична партія Всеукраїнське об'єднання «Свобода»     |                                    |                       |                           |                                               | |
| б/м                                                     | Пастушок Володимир Миколайович     | 02.11.2010            | Освіта середня            | член Всеукраїнського об'єднання «Свобода»     | тимчасово не працює |
| Політична партія Народний Рух України                   |                                    |                       |                           |                                               | |
| 1                                                       | Курач Микола Семенович             | 02.11.2010            | Освіта середня            | член Народного Руху України                   | тимчасово не працює |
| Політична партія «Наша Україна»                         |                                    |                       |                           |                                               | |
| б/м                                                     | Фабіанський Дмитро Миколайович     | 02.11.2010            | Освіта вища               | член Політичної партії «Наша Україна»         | Кам'янський НВК, вчитель |
| б/м                                                     | Рябкова Тетяна Миколаївна          | 03.12.2010            | Освіта вища               | член Політичної партії «Наша Україна»         | Березнівська ДМШ, вчитель |
| 3                                                       | Осійчук Андрій Миколайович         | 02.11.2010            | Освіта вища               | член Політичної партії «Наша Україна»         | Березнівська ЦРЛ, лікар-хірург |
| 5                                                       | Жолондієвська Надія Олексіївна     | 02.11.2010            | Освіта середня спеціальна | член Політичної партії «Наша Україна»         | Березнівська міська рада, секретар |
| 6                                                       | Ширко Тамара Федорівна             | 02.11.2010            | Освіта вища               | позапартійна                                  | Березнівська гімназія, вчитель математики |
| 7                                                       | Трохлюк Петро Миколайович          | 02.11.2010            | Освіта середня            | член Політичної партії «Наша Україна»         | приватний підприємець |
| 13                                                      | Малярчук Олександр Андрійович      | 02.11.2010            | Освіта середня спеціальна | позапартійний                                 | приватний підприємець |
| Політична партія «Фронт Змін»                           |                                    |                       |                           |                                               | |
| б/м                                                     | Наумчук Наталія Василівна          | 02.11.2010            | Освіта вища               | член Політичної партії «Фронт Змін»           | фізична особа-суб'єкт підприємницької діяльності |
| б/м                                                     | Боровець Віталій Петрович          | 02.11.2010            | Освіта вища               | член Політичної партії «Фронт Змін»           | фізична особа-суб'єкт підприємницької діяльності |
| Соціалістична партія України                            |                                    |                       |                           |                                               | |
| 2                                                       | Рачок Павло Трохимович             | 02.11.2010            | Освіта вища               | член Соціалістичної партії України            | Березнівська районна газета «Надслучанський вісник», редактор відділу соціально-економічних проблем Березнівської районної газети «Надслучанський вісник» |
| 9                                                       | Ничипорук Михайло Григорович       | 02.11.2010            | Освіта середня спеціальна | член Соціалістичної партії України            | пенсіонер |
| 15                                                      | Юсенко Анатолій Олександрович      | 02.11.2010            | Освіта вища               | член Соціалістичної партії України            | Комунальне підприємство «Березнівське районне бюро технічної інвентаризації», юрист                                                                       |